# 指示坑
指示坑（Index）是月球哈德利-亚平宁区的一座撞击陨石坑。1971年，载有宇航员大卫·斯科特和詹姆斯·艾尔文的阿波罗15号"鹰"号登陆舱就降落在它的西北，但他们并没到访它。他们原本想降落在它的附近，但实际上却降落在最后坑附近。
指示坑是一排四座被宇航员用作降落地标的陨坑中最南端的一座，另外三座以《圣经》四《福音书》中的其中三部名而称作“路加”、“马可”和“马太”，但由于无神论者麦达琳·默里·欧黑尔曾起诉美国宇航局宇航员在阿波罗8号任务期间朗读《创世记》，的缘故，他们没被允许称呼这座陨坑为“约翰”。 
1973年，“指示坑”一名被国际天文联合会正式接受，但另外三座陨坑名未予以认可。